# Diadelia interrupta
Diadelia interrupta är en skalbaggsart som först beskrevs av Leon Fairmaire 1896.  Diadelia interrupta ingår i släktet Diadelia och familjen långhorningar.
Artens utbredningsområde är Madagaskar. Inga underarter finns listade i Catalogue of Life.